# Střelba v Las Vegas 2017
Střelba v Las Vegas se odehrála v noci 1. října 2017 v oblasti bulváru Las Vegas Strip v Paradise u Las Vegas. Cílem útoku byl hudební festival Route 91 Harvest, který se v Las Vegas koná každoročně od roku 2004. Střelec, 64letý Stephen Paddock, nemající záznam v trestním rejstříku, střílel z arzenálu 24 převážně automatických a poloautomatických zbraní z okna svého pokoje v 32. patře hotelu Mandalay Bay Resort and Casino do davu 22 000 účastníků koncertu country zpěváka Jasona Aldeana. Při 9 minut trvající střelbě zahynulo 58 osob a 527 dalších utrpělo zranění. Střelba v Las Vegas se tak stala dosud nejtragičtější masovou střelbou v moderních dějinách USA.

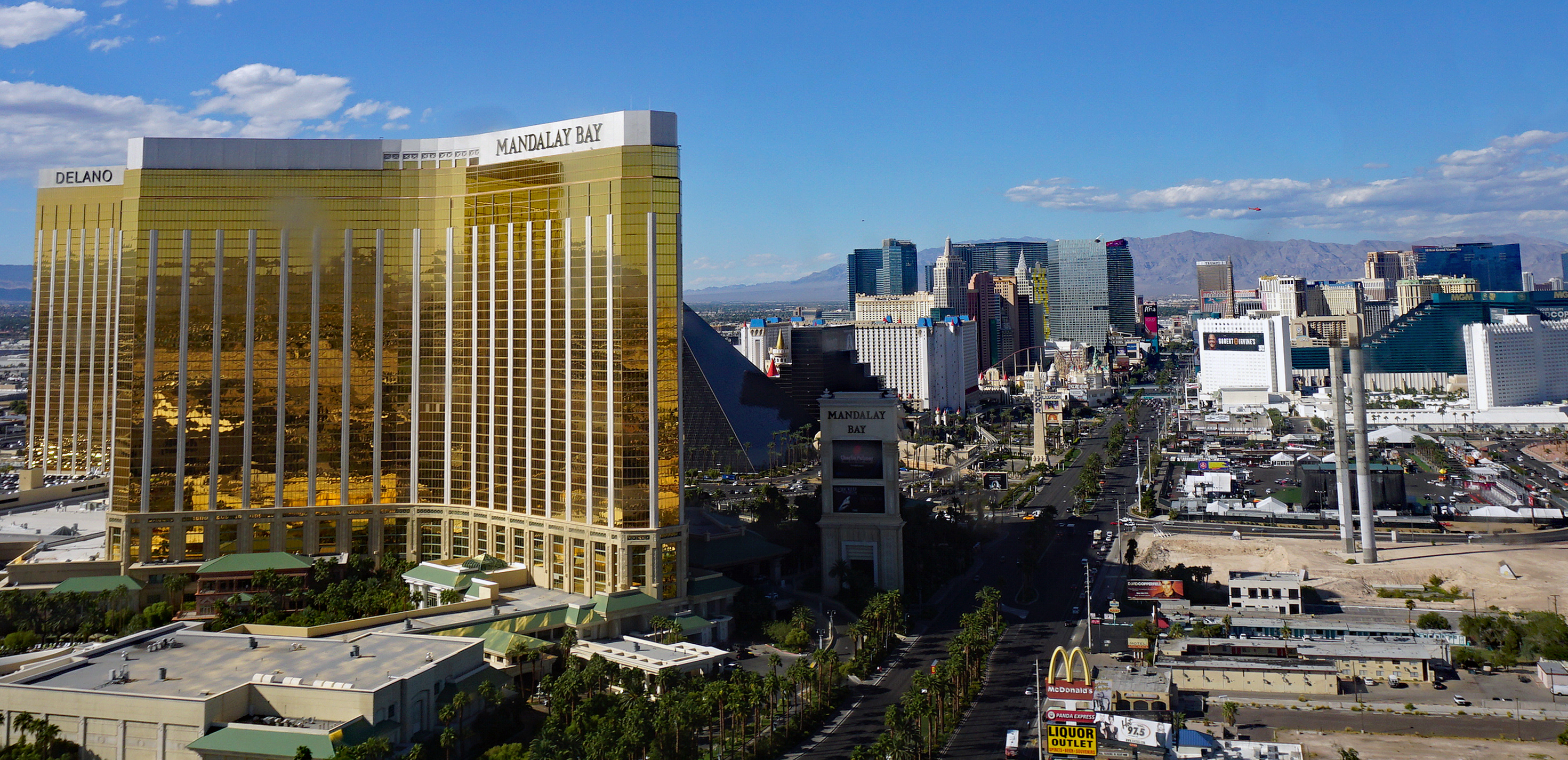
Pohled na kasino Mandalay Bay a místo konání koncertu, na jehož účastníky pachatel střílel, které se nachází na druhé straně bulváru naproti kasínu Luxor (černá pyramida).